# Red Sticks

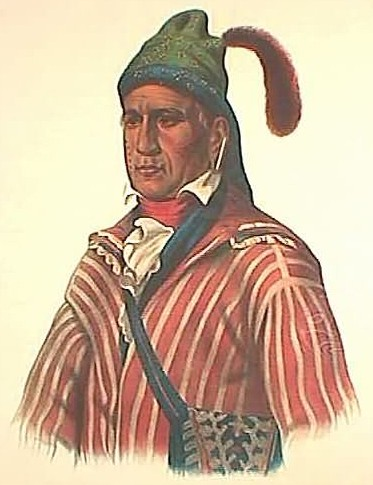
Menawa, chef politique et militaire de la Nation creek.

Les Red Sticks (que l'on peut traduire en français par Bâtons Rouges) est le nom que donnèrent les américains à un groupe de Creeks des villes hautes qui décidèrent en 1813 de défendre leurs terres et traditions et de lutter les armes à la main contre l'expansionnisme américain. Leur radicalisme causa une scission au sein du peuple Creek, ce qui déclencha une guerre civile, à laquelle les États-Unis se mêlèrent et que l'on nomme la guerre Creek. Le Traité de Nicolls' Outpost (en) de 1815, n'a jamais été ratifié.

## Sources
- Tracey Boraas, The Creek : farmers of the Southeast, Mankato, Minn. : Bridgestone Books, 2003.  (ISBN 9780736815666)